# 河南黄河旋风股份
河南黄河旋风股份有限公司，简称黄河旋风，是一家生产超硬材料的上市公司，位于长葛市人民路200号。

## 简介
黄河旋风于1998年11月由河南黄河实业集团股份有限公司、日本大阪金刚石工业株式会社和郑州磨料磨具磨削研究所发起成立，1998年11月26日于上海证券交易所上市（股票代码：600172）。
作为一家国家高新技术企业，公司拥有国家级企业技术中心、博士后科研工作站、超硬材料标准化工作组，以及河南省超硬复合材料及其制品工程技术研究中心，拥有多项核心关键技术和自主知识产权，其中部分产品的综合指标达到国际先进水平。公司已成为中国超硬材料及制品行业的龙头企业，世界上最大的超硬材料生产基地。

## 产品
主要产品有超硬材料、超硬材料制品、UDS系列金刚石压机、建筑机械，其中超硬材料和超硬材料制品是主导产品，人造金刚石年产量超过世界其他各国的总和。“旋风”牌系列产品远销日本、北美、欧洲和东南亚市场，“旋风”牌人造金刚石为中国名牌产品。